# Museo civico e d'arte sacra di Colle di Val d'Elsa
Il Museo Civico e Diocesano d'Arte Sacra aveva sede nel Palazzo del Comune, o dei Priori di Colle di Val d'Elsa, risalente ai secoli XIII - XIV ma da qualche anno è stato spostato nei locali del Conservatorio di San Pietro in Via Gracco del Secco.
Il Museo così come è attualmente si è formato nel 1995 grazie alla fusione dei Musei civico e diocesano della città, con nuovo nome: Museo San Pietro.

## Il percorso espositivo
Il percorso espositivo occupa tre sale.

### La prima sala
Nella prima grande sala troviamo opere per la maggior parte appartenenti al Sei e Settecento tra cui spiccano i nomi di Alessandro Casolani, Arcangelo Salimbeni, Sebastiano Folli, Bernardino Mei, Pier Dandini, Mario Balassi (Santa Cecilia) e altri.
Sempre nella prima sala è presente un crocifisso ligneo policromo, della fine del XIII secolo, opera di Marco Romano, attivo a Venezia, Cremona e Siena. 
Cospicua anche la dotazione di opere ottocentesche e del primo novecento, con opere di Gennaro Landi e dei colligiani Vittorio Meoni, Antonio Salvetti e Ferruccio Manganelli.

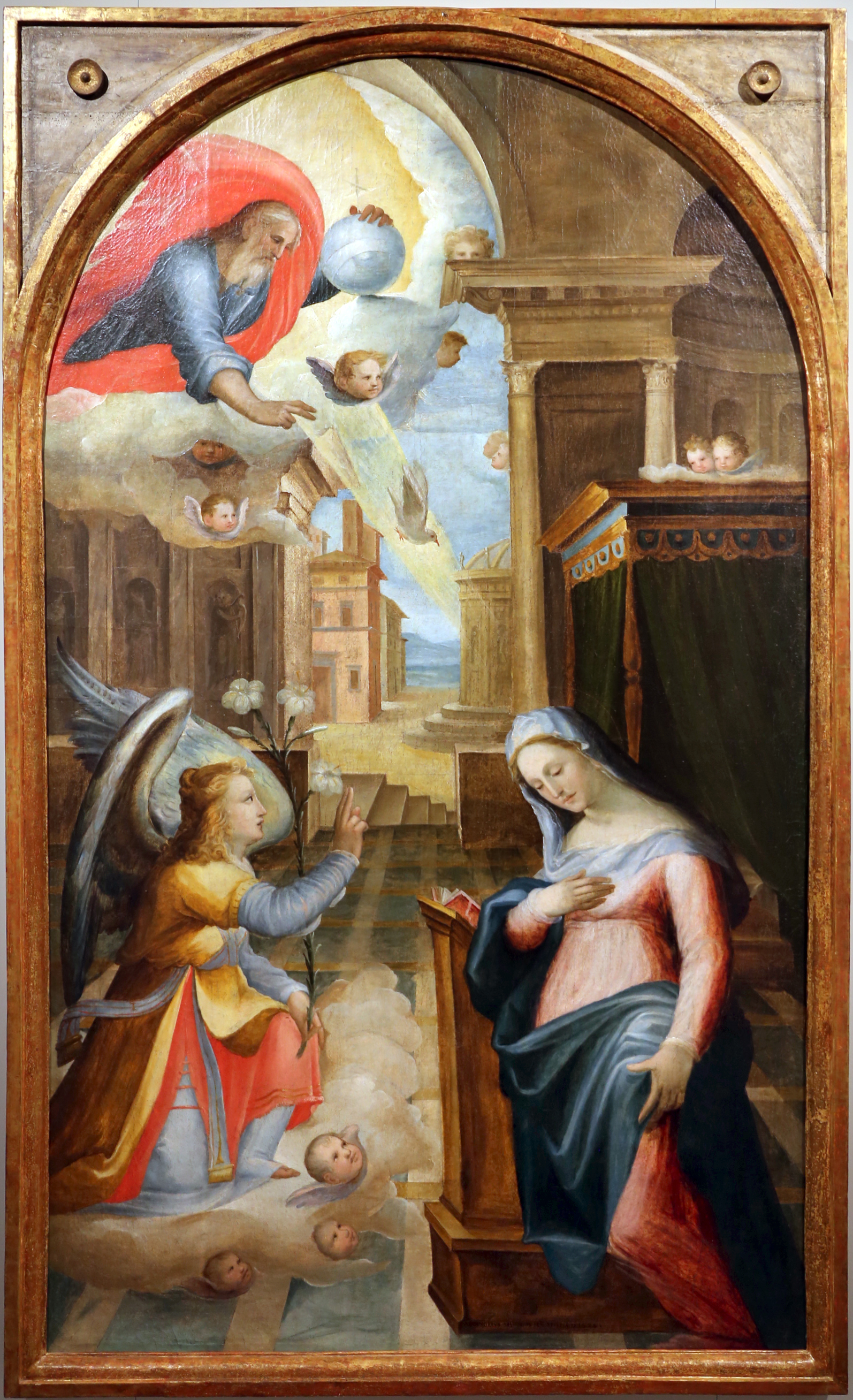
Arcangelo Salimbeni, Annunciazione
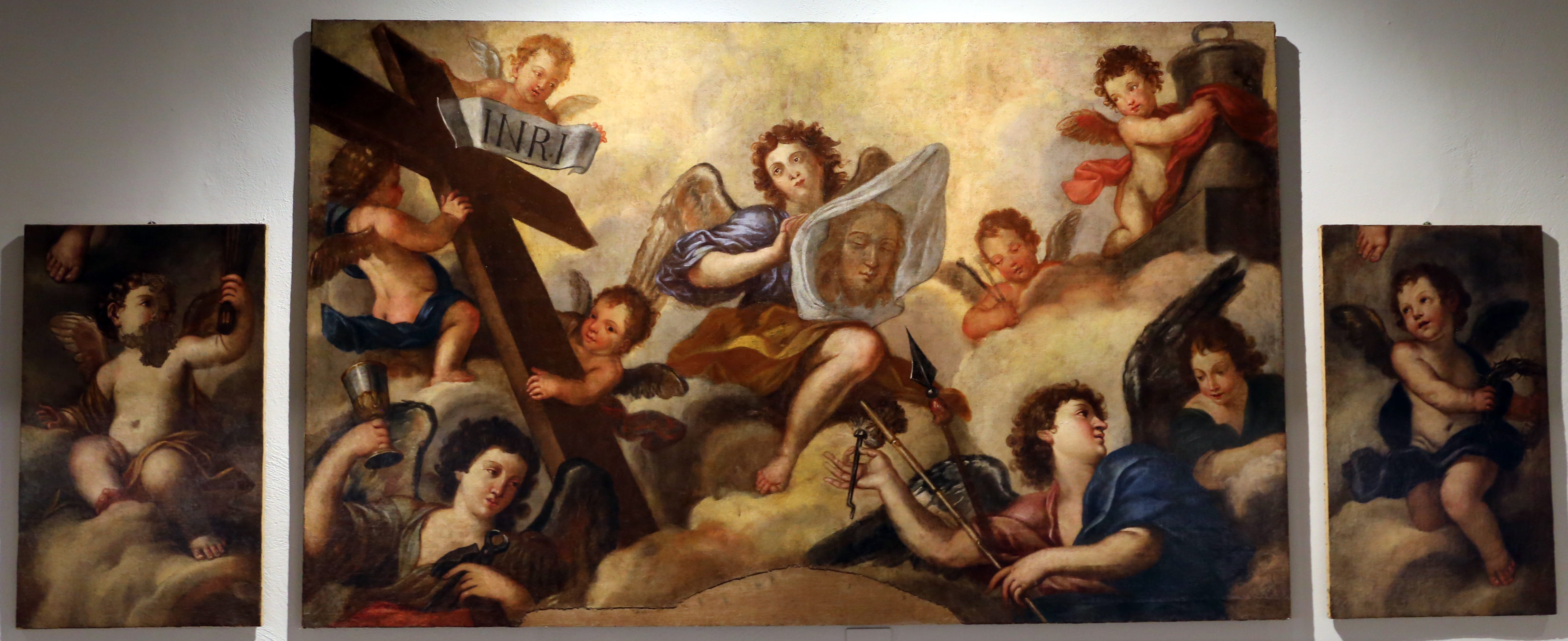
Annibale Mazzuoli, Angeli con strumenti della Passione
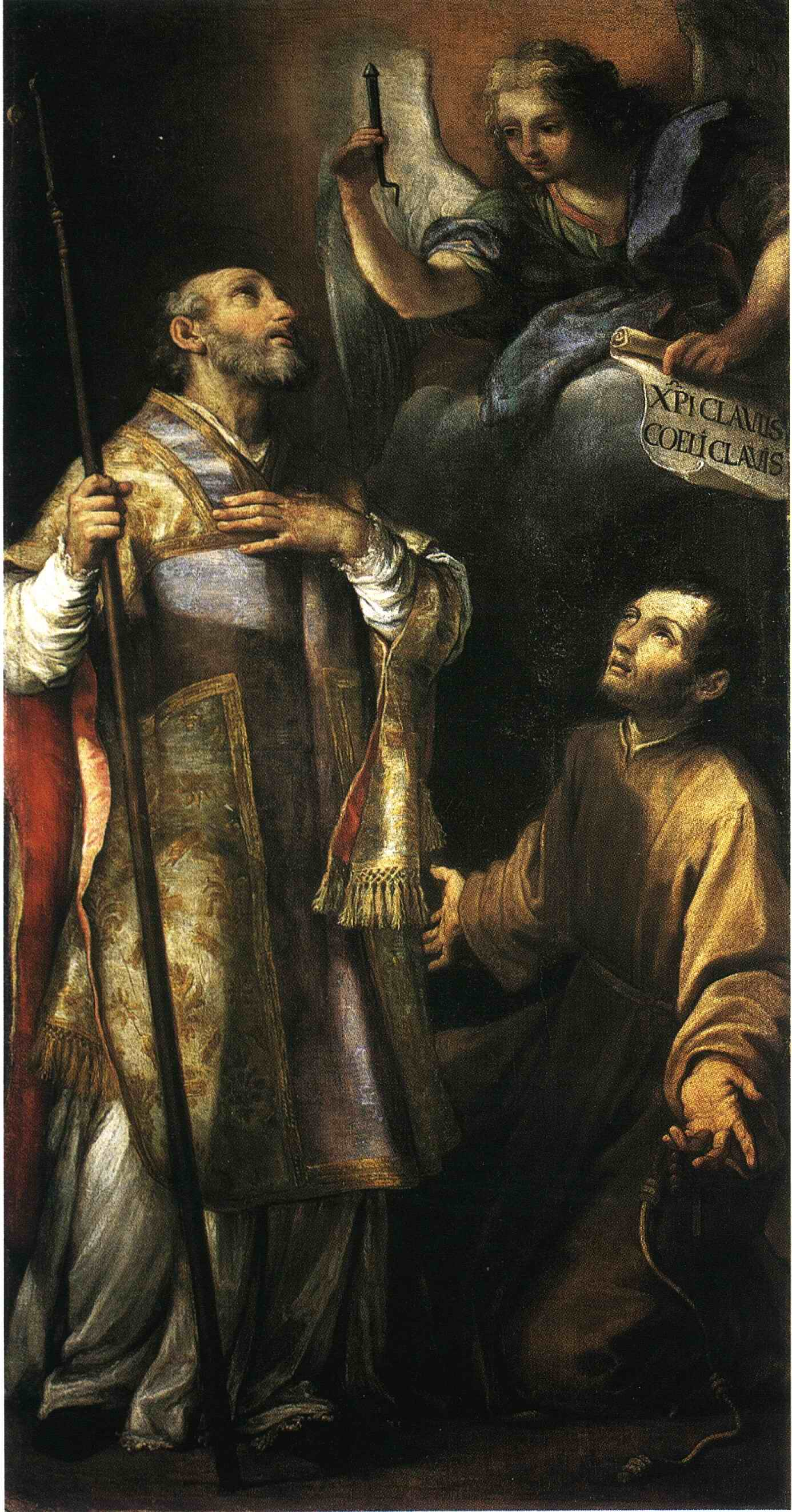
Giovanni Paolo Melchiorri, Sant'Alberto
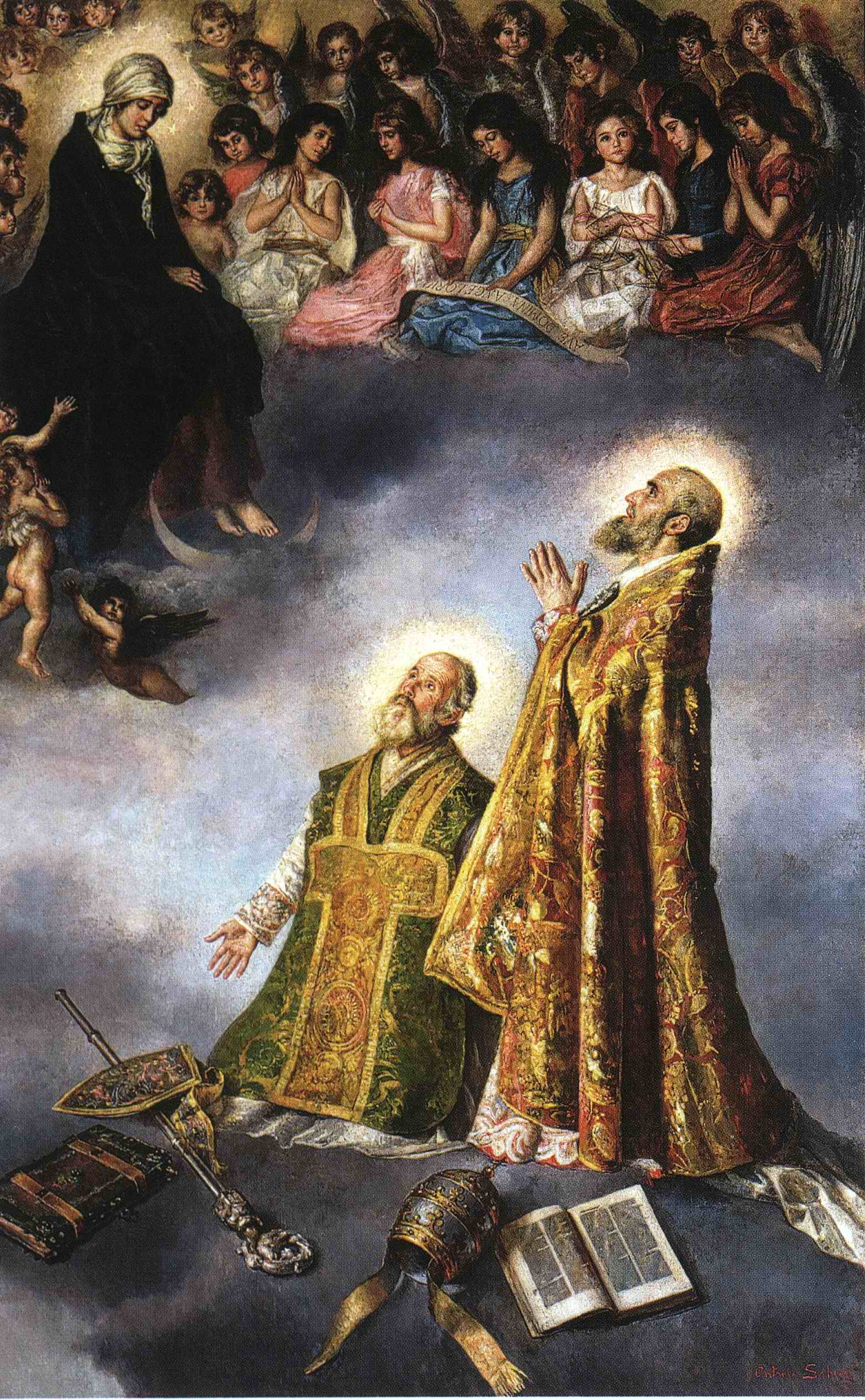
Antonio Salvetti, La Madonna appare ai santi Gregorio e Alberto
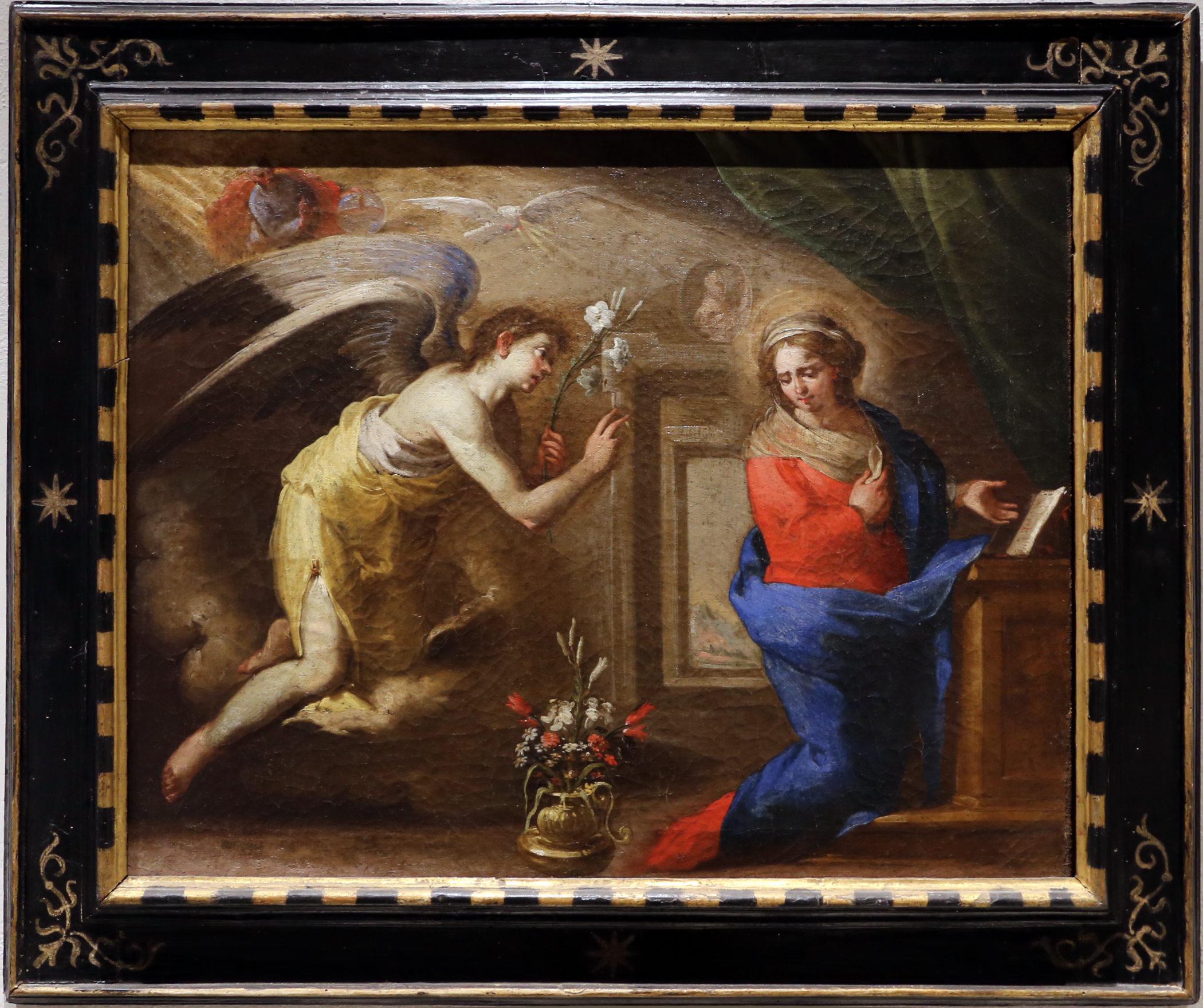
Bernardino Mei, Annunciazione
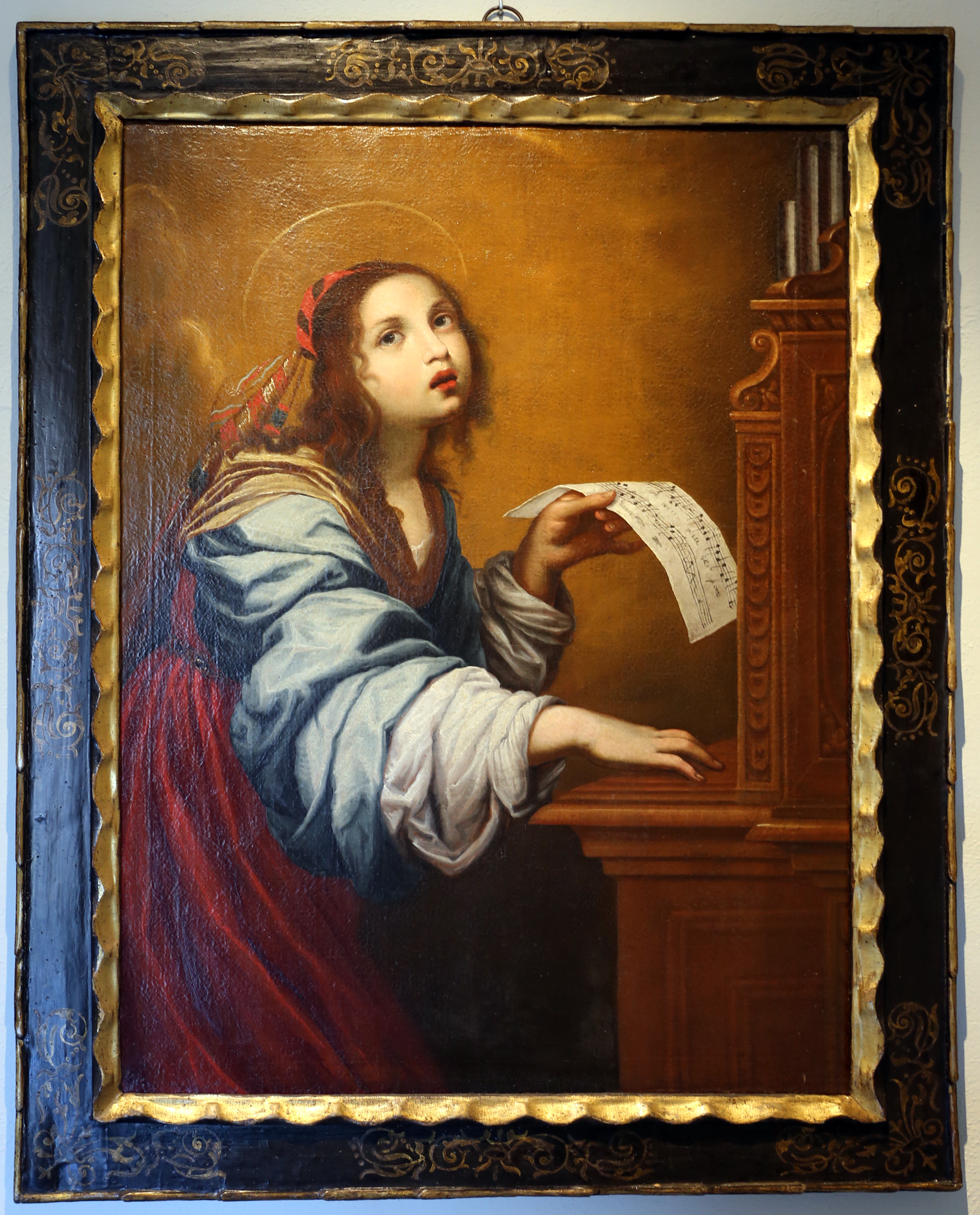
Mario Balassi, Santa Cecilia
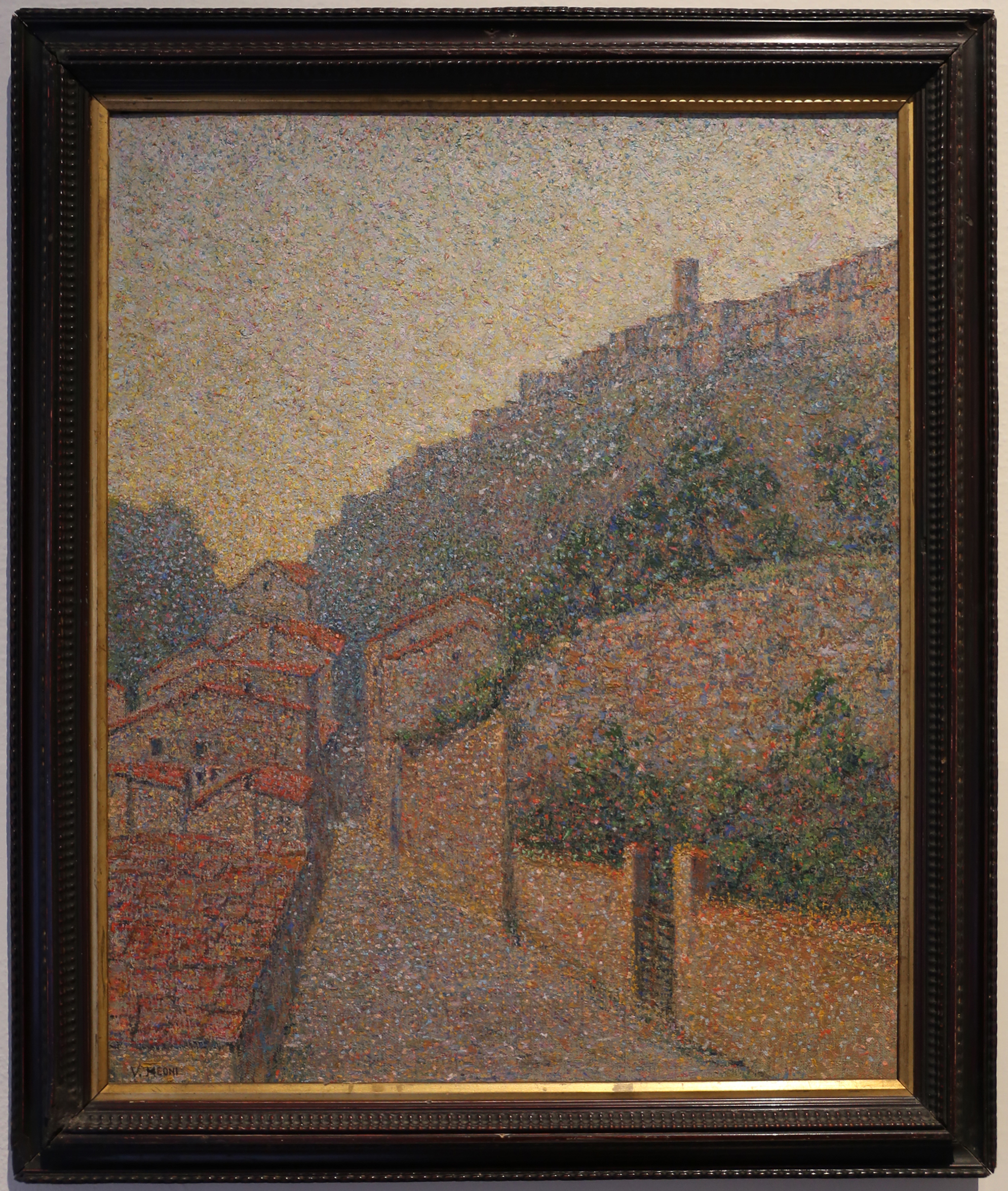
Vittorio Meoni, Sull'imbrunire
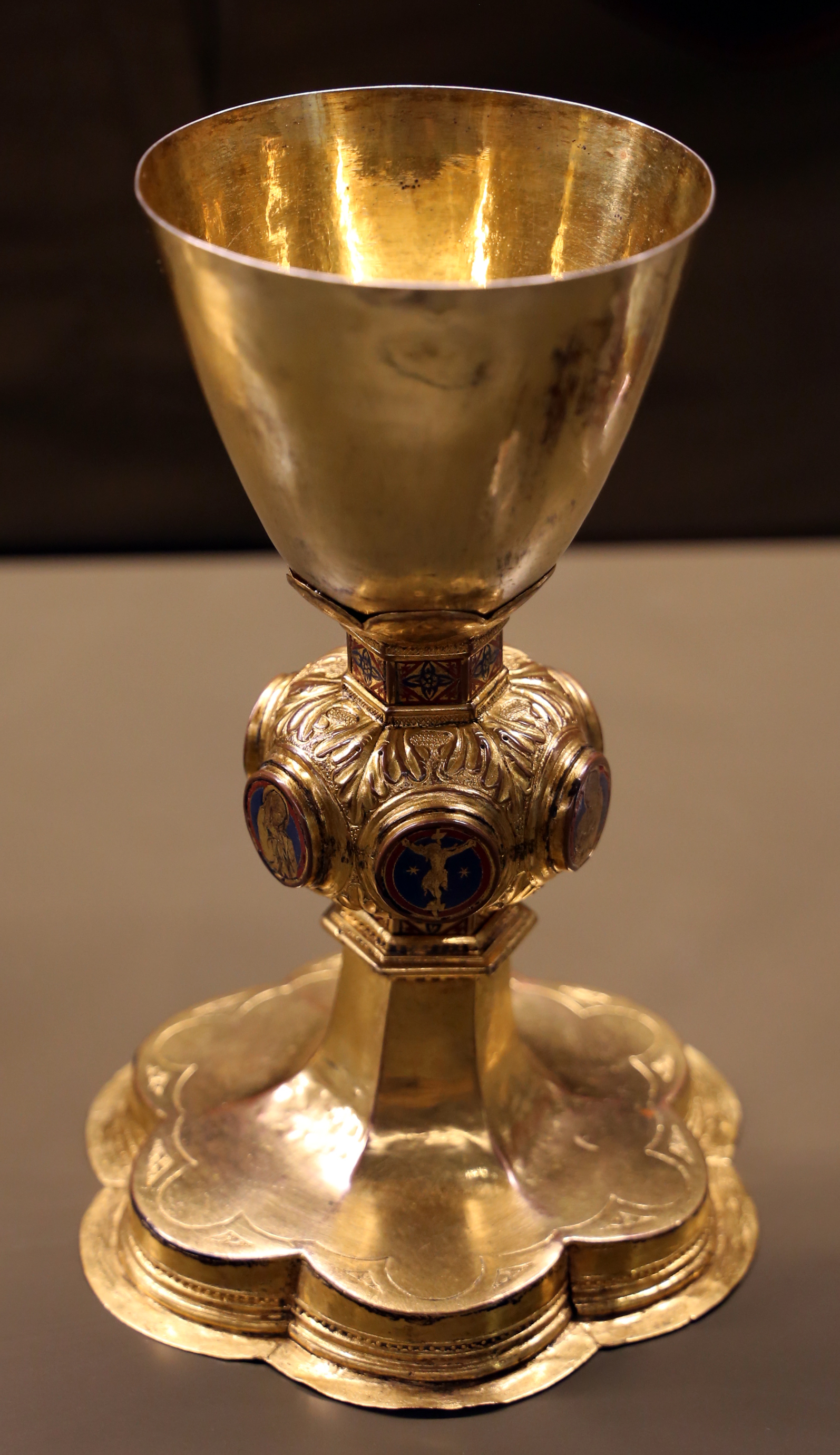
Calice di scuola senese del 1310-30 ca.
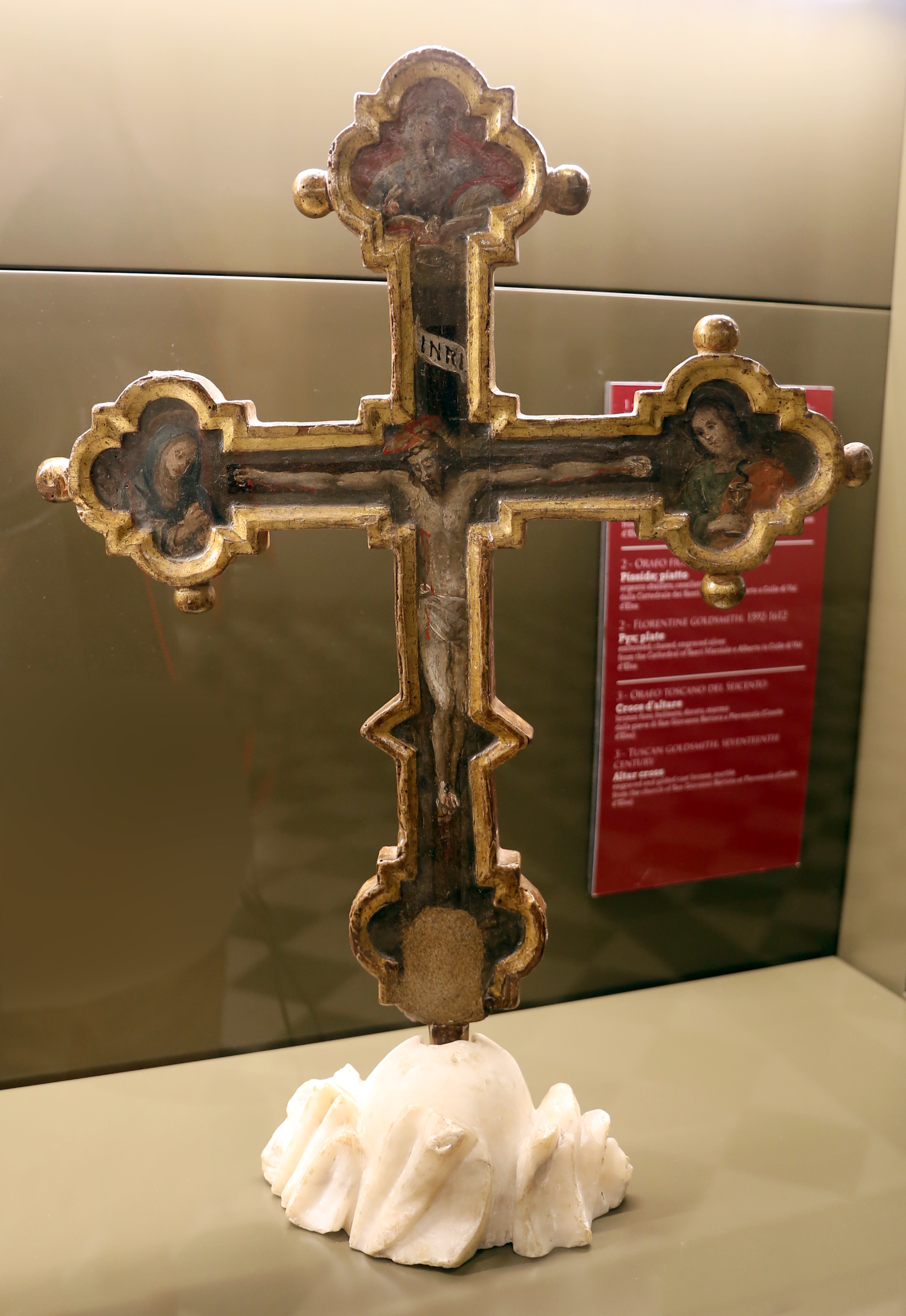
Croce dipinta da SAn Giovanni Battista a Pievescola

### La seconda sala
La seconda sala è una vera e propria piccola, preziosa raccolta di opere dei cosiddetti primitivi, su fondo oro: su tutti spicca la splendida Maestà dell'anonimo Maestro di Badia a Isola, così chiamato per la provenienza dell'opera, la Badia dei Santi Salvatore e Cirino, presso Monteriggioni; altre opere appartengono a Segna di Bonaventura (tavola raffigurante la Madonna col Bambino), Cennino Cennini, Pier Francesco Fiorentino (Madonna con Bambino con i santi Onofrio, Antonio abate, Bernardino, Stefano, Maria Maddalena, ottavo - nono decennio del XV secolo, proveniente dalla Venerabile Arciconfraternita della Misericordia), Pseudo Ambrogio di Baldese (Lippo d'Andrea?) e altri.
Notevole anche un Compianto su Cristo morto di Ridolfo del Ghirlandaio.

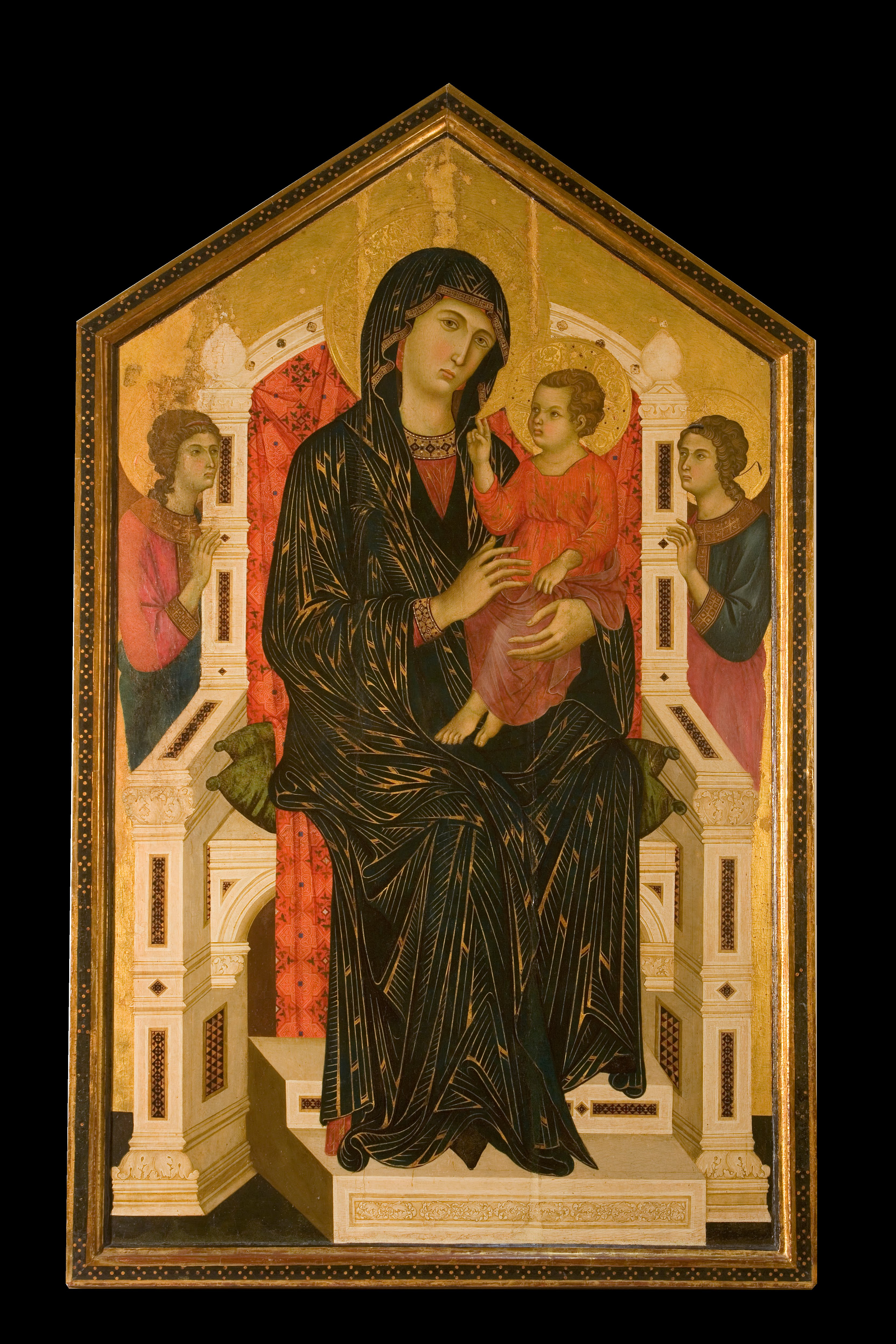
Maestro di Badia a Isola, Maestà
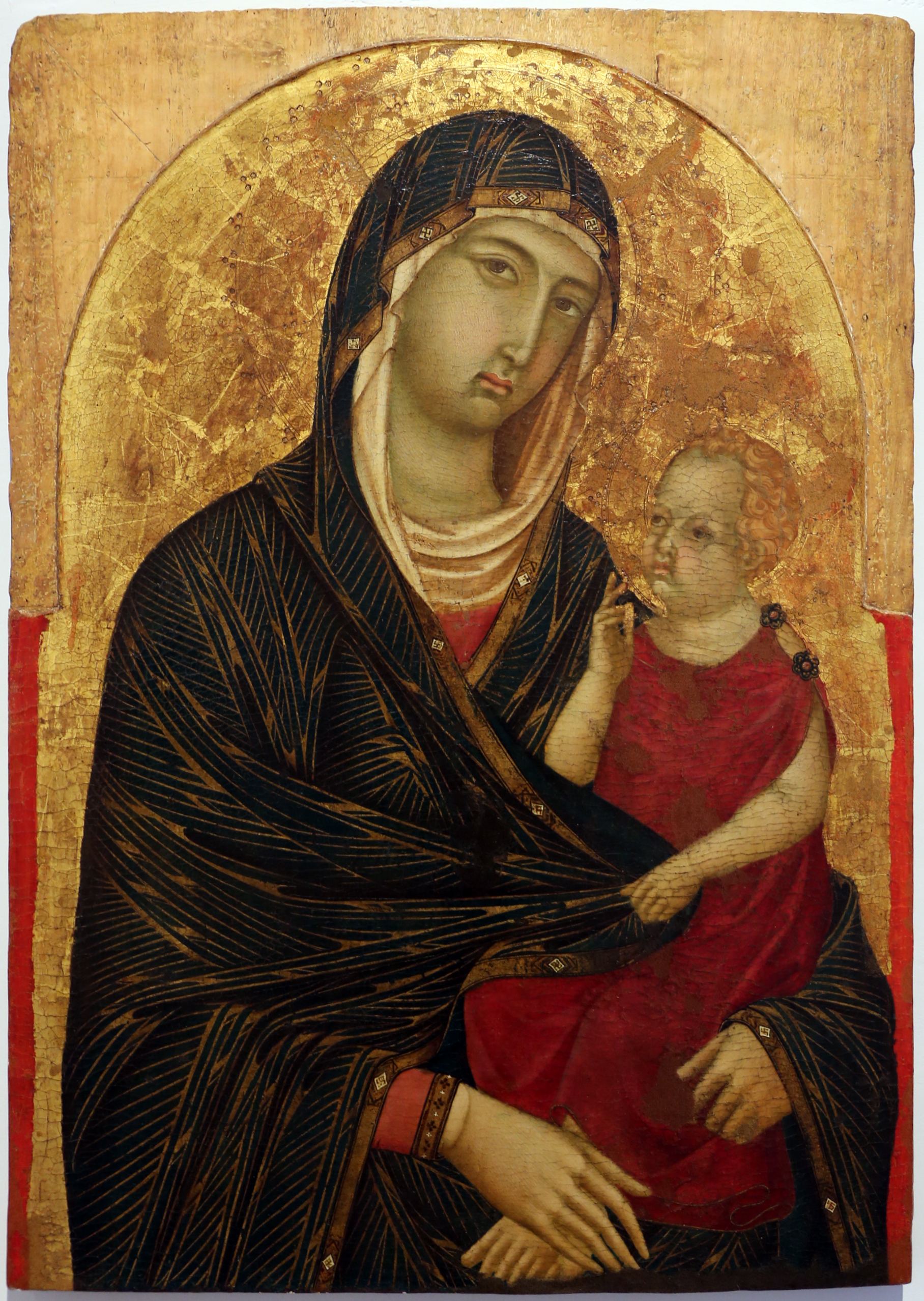
Segna di Bonaventura, Madonna col Bambino
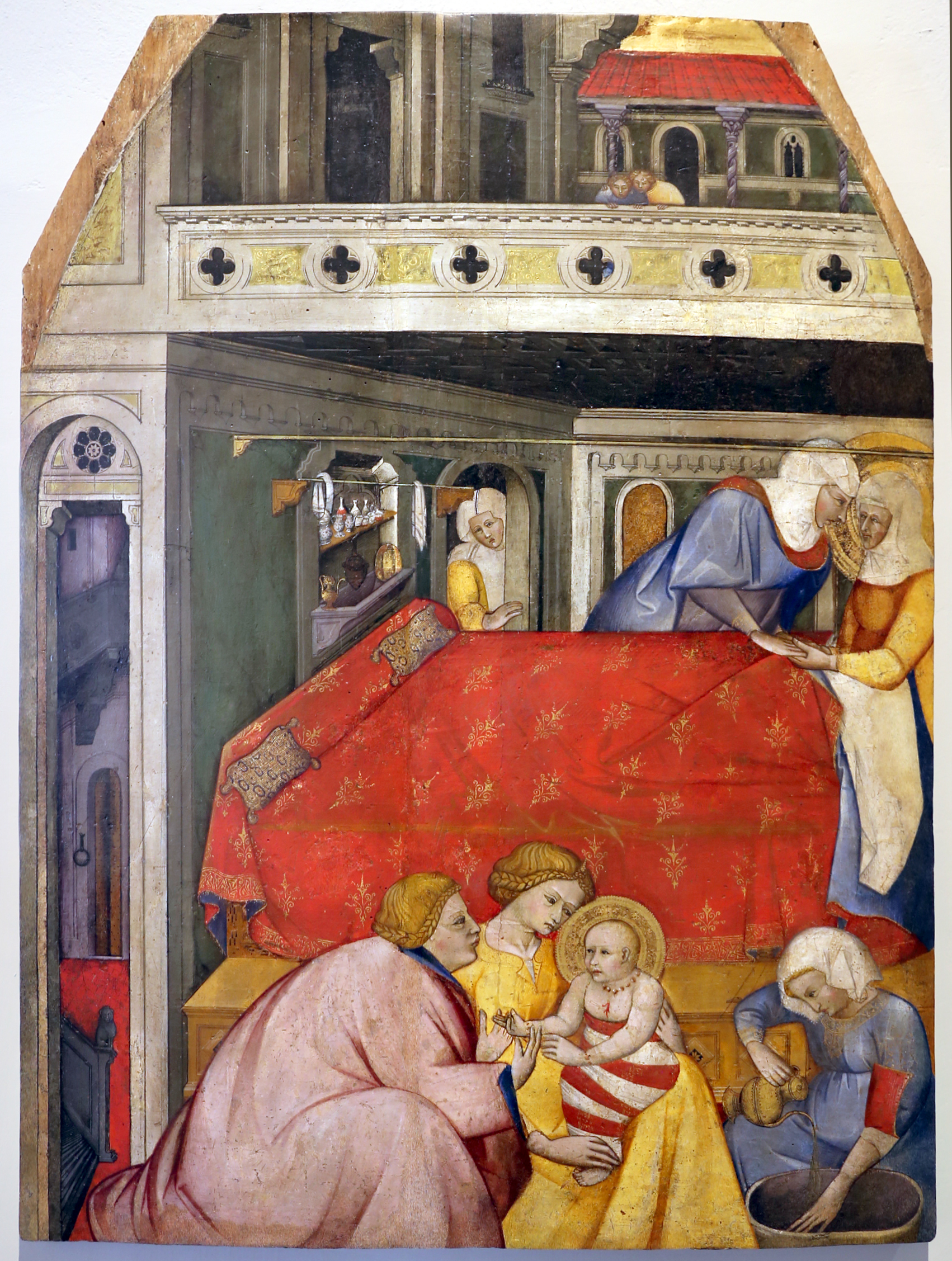
Cennino Cennini, Natività di Maria
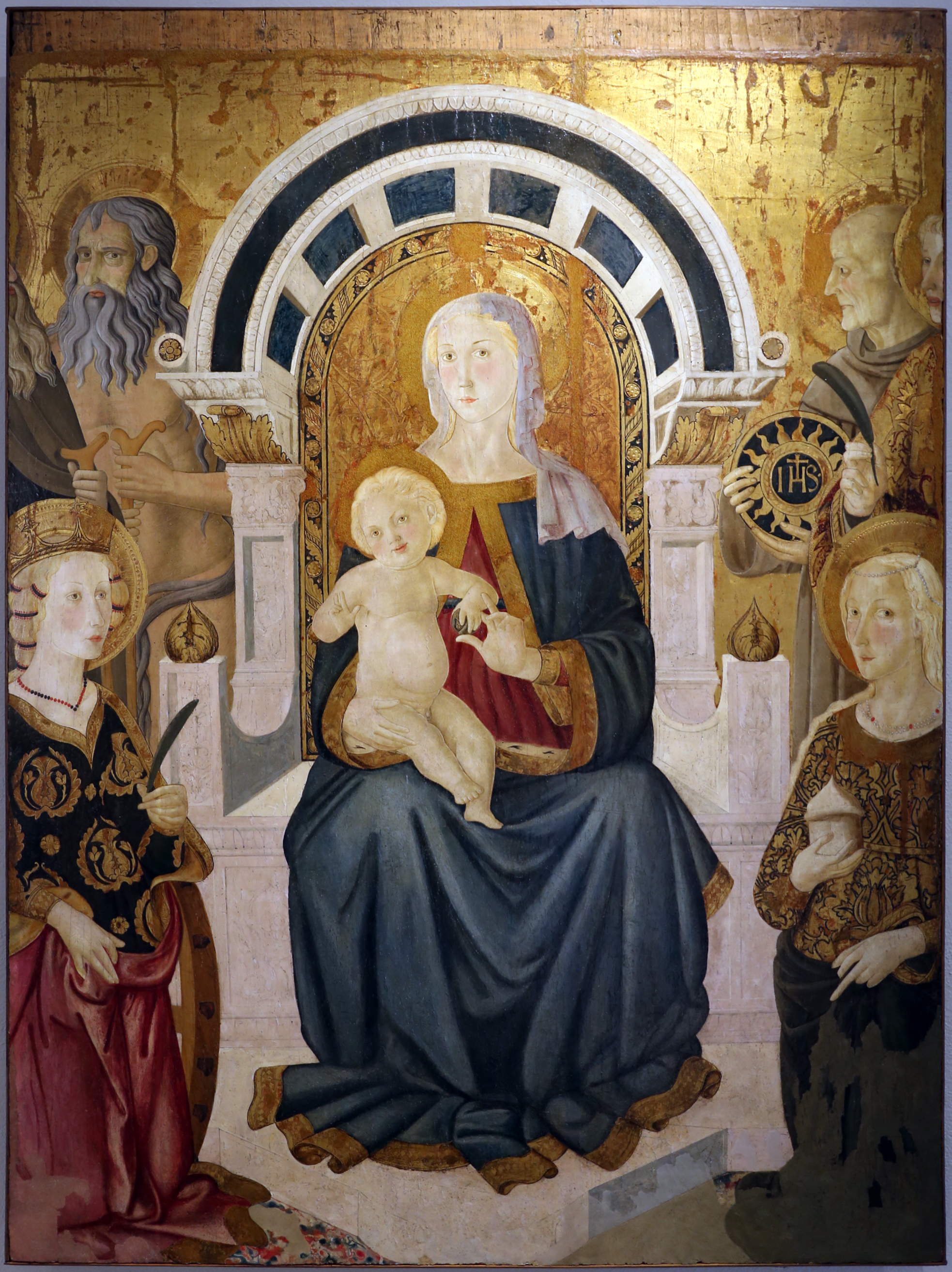
Pier Francesco Fiorentino, Madonna col Bambino e Santi
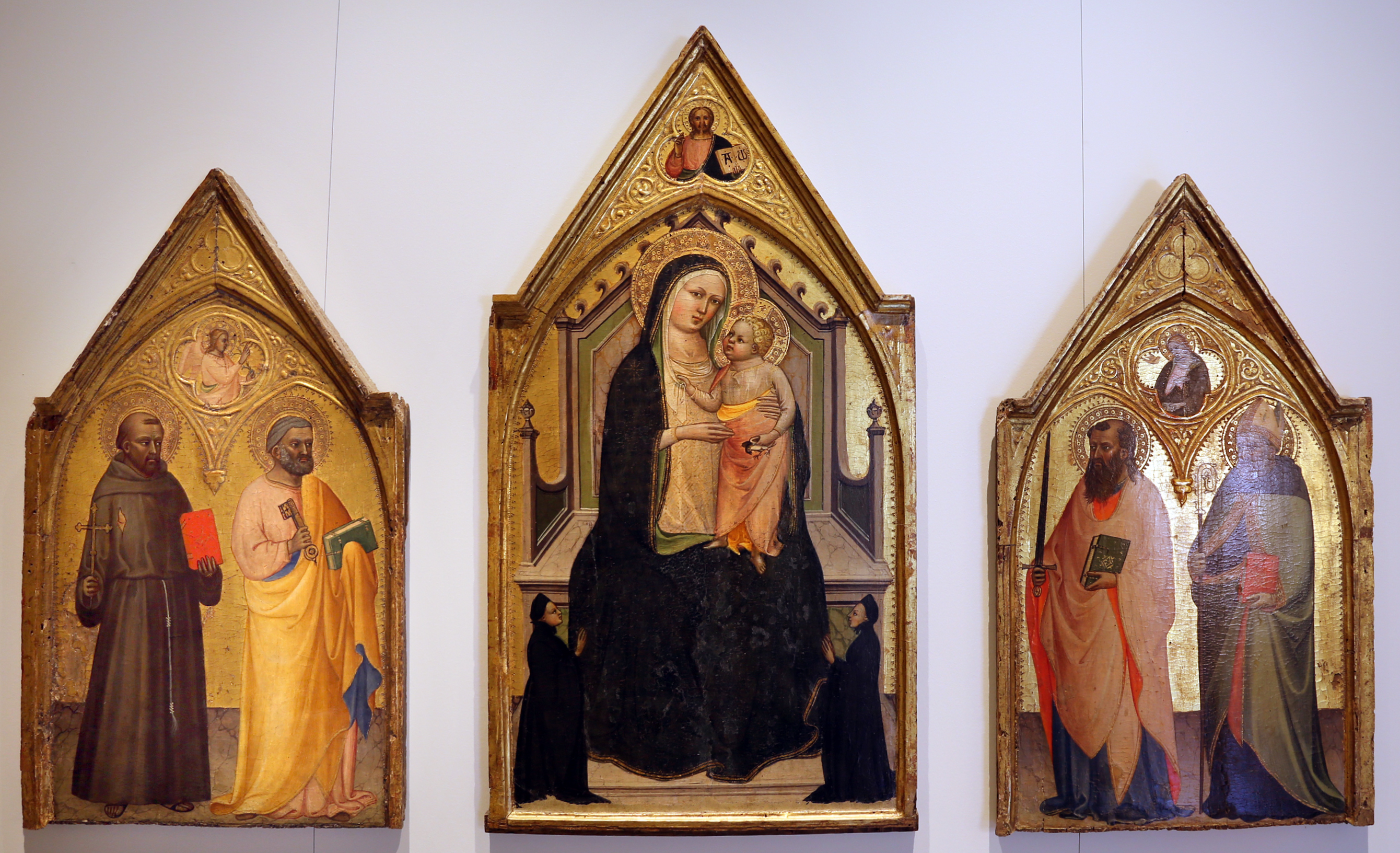
Pseudo Ambrogio di Baldese, Madonna col Bambino, donatori e santi
Lorenzo di Bicci, Madonna col Bambino
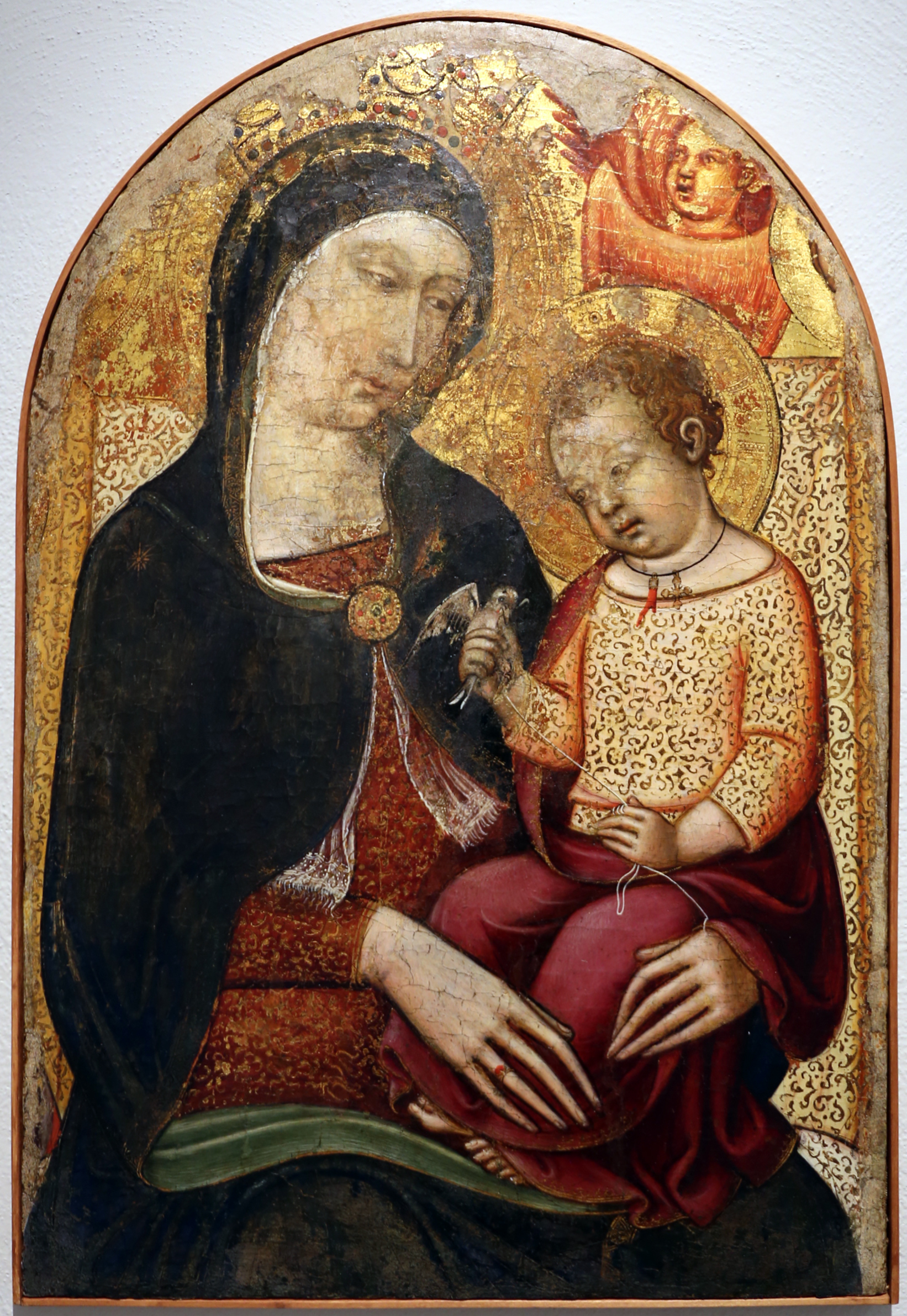
Luca di Tommè, Madonna col Bambino
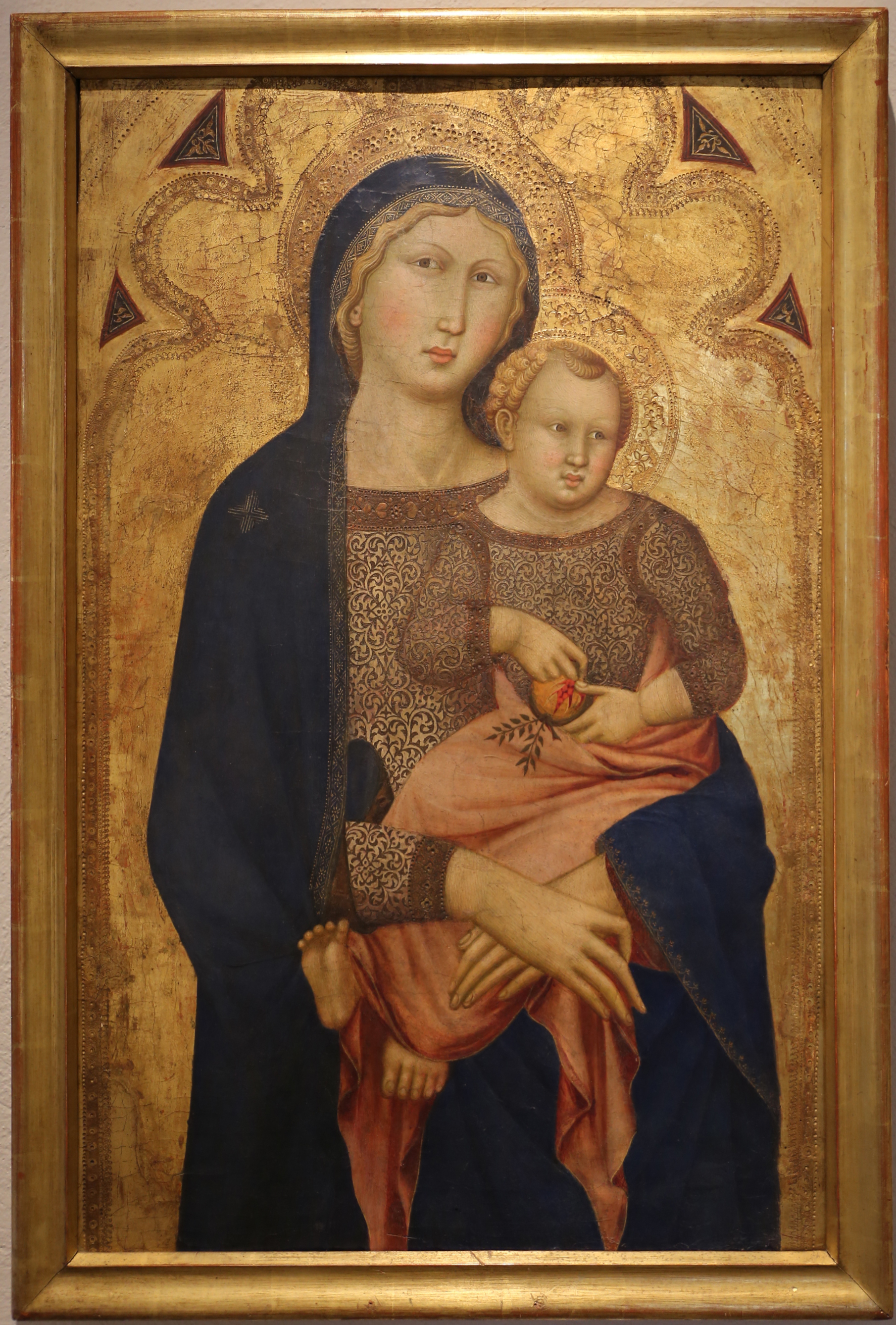
Niccolò di Ser Sozzo, Madonna col Bambino

### La terza sala
L'opera più importante di questa sala, forse anche di tutta la collezione del Museo è il cosiddetto Tesoro di Galognano: si tratta di un rarissimo corredo eucaristico in argento, formato da quattro calici, una patena e un cucchiaio, che costituisce la testimonianza della esistenza di una comunità cristiana di etnia ostrogota, del VI secolo d.C. Il fortuito ritrovamento avvenne in località Pian dei Campi.

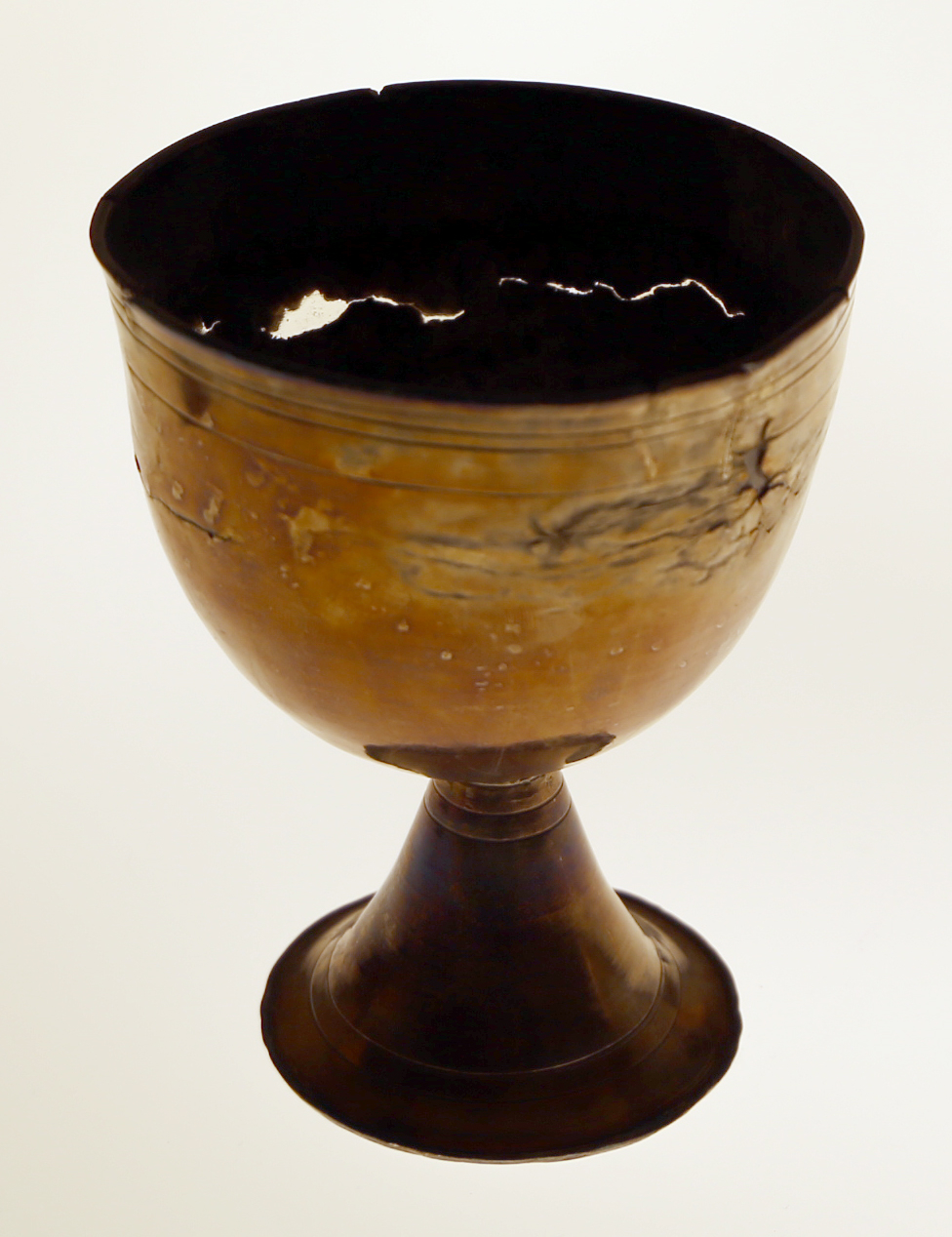
Calice
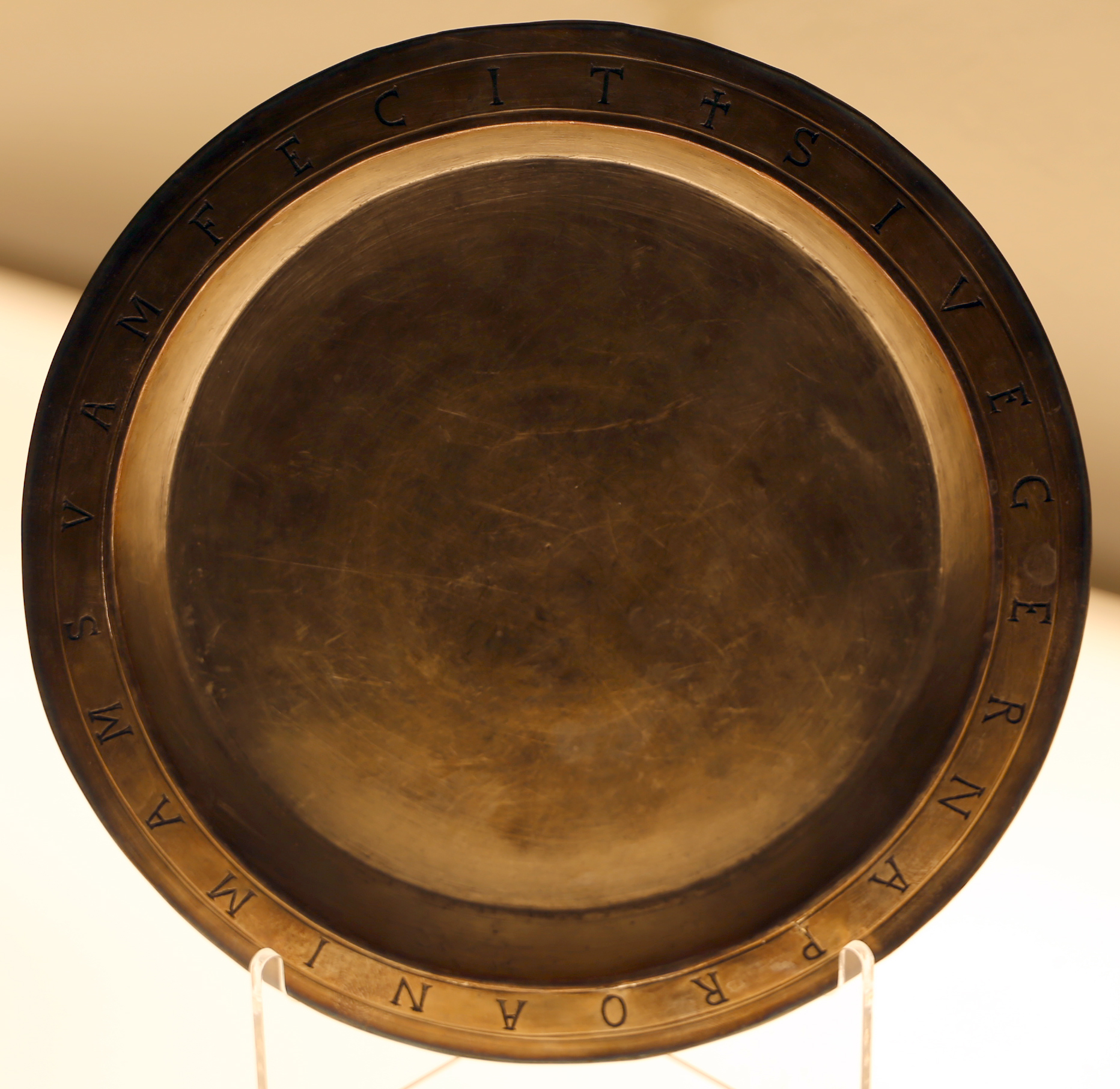
Patena
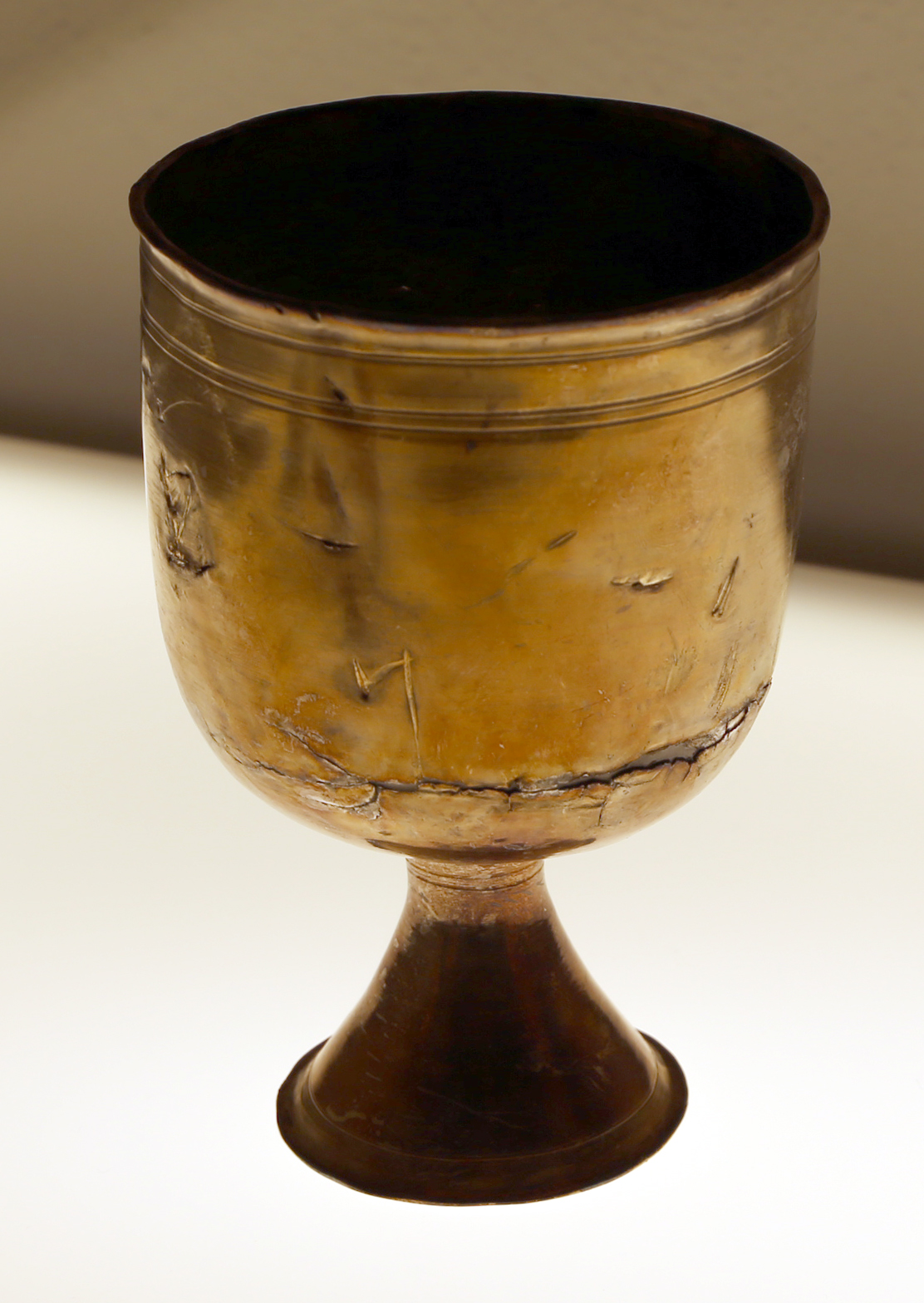
Calice
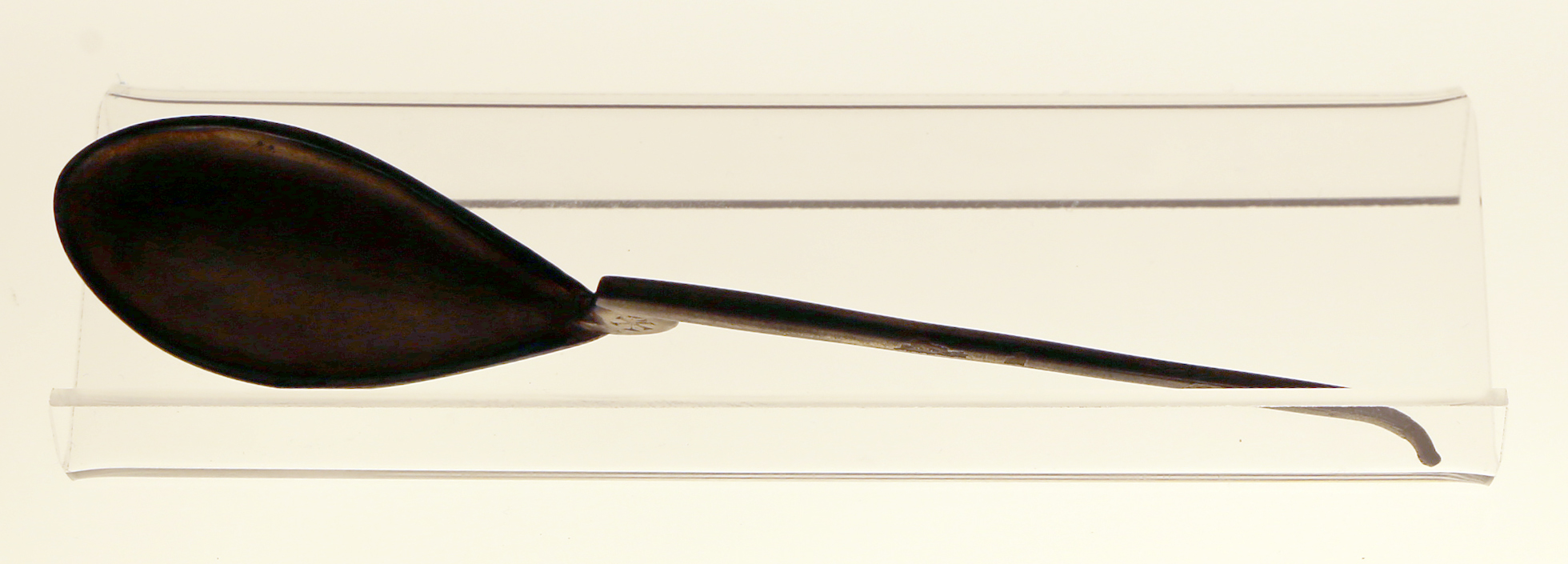
Cucchiaio
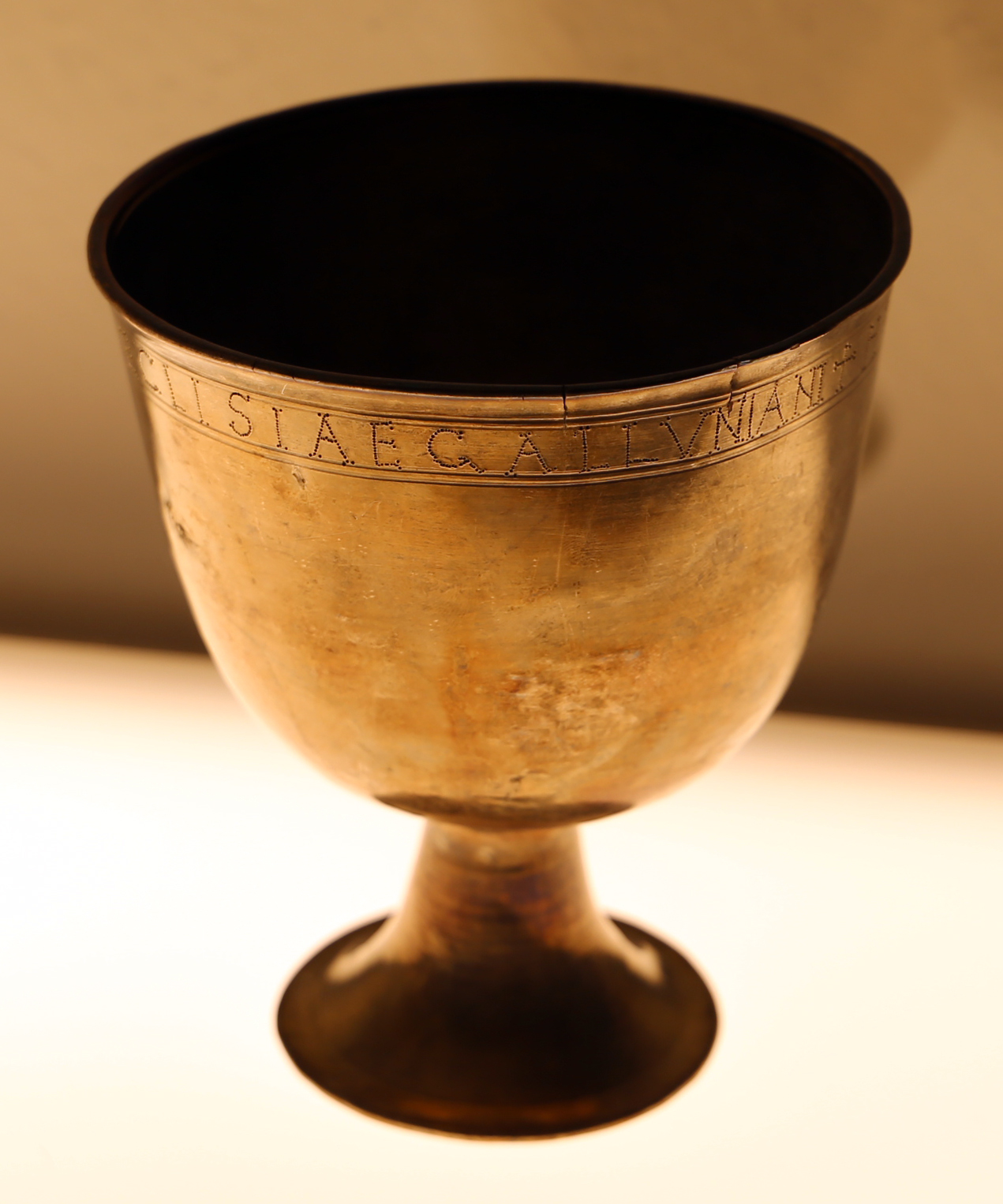
Calice

Una sala è dedicata alla nascita della Diocesi di Colle, espone opere di artisti del Cinquecento e del Seicento. Tra di esse è una Sacra Famiglia e Santi di Simone Ferri, firmata e datata 1581, in cui si nota il suo stile alla veneta ispirato da diversi modelli veneziani, frutto del soggiorno lagunare).